# Alster (Belgique)
Pour les articles homonymes, voir Alster.
Alster (en luxembourgeois : Aalster) est un hameau de la commune belge de Burg-Reuland situé en Communauté germanophone de Belgique et Région wallonne dans la province de Liège.
Avant la fusion des communes de 1977, Alster faisait partie de la commune de Reuland.
Le hameau compte 82 habitants.

## Situation et description
Alster est implanté dans un petit vallon dominant le versant nord de la vallée de l'Ulf, un affluent de l'Our. Le village de Burg-Reuland se trouve à 2 km au sud dans cette vallée.
Situé loin des grands axes routiers, Alster aligne ses habitations le long de l'unique rue du hameau. Quelques fermes isolées occupent les alentours de la localité.
La colline de Thommerberg culminant à 518 m domine la partie nord du hameau dont l'altitude moyenne avoisine les 450 m.

## Patrimoine
La chapelle dédiée à Saint Quentin (St. Quentinus Kapelle) a été construite en 1907. Elle possède une nef de deux travées, une toiture en ardoises avec clocheton à cheval.